# Fecskefészek orgona

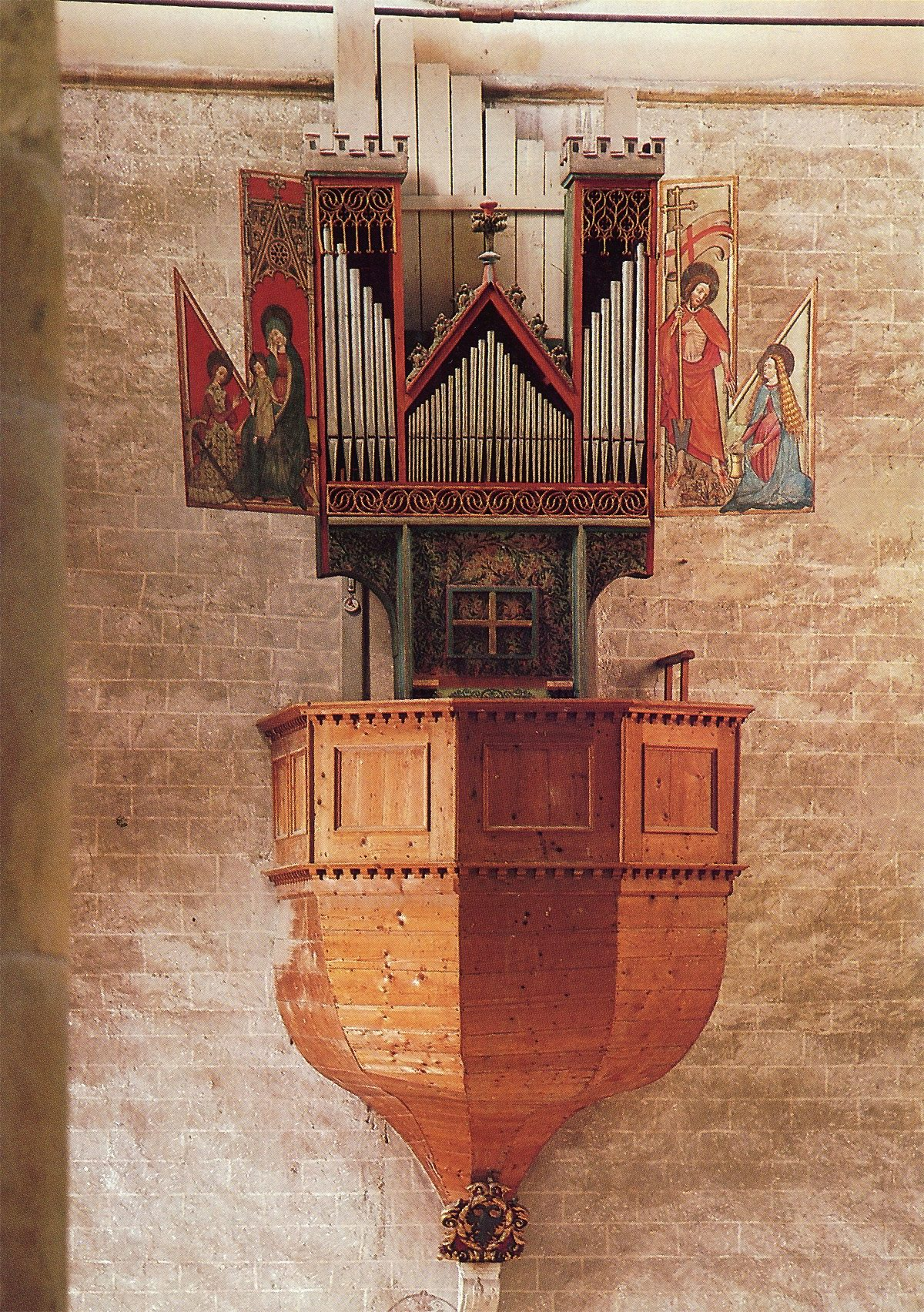
Az 1435 óta működő fecskefészek orgona a Valère bazilikában

Fecskefészek orgona (franciául: orgue en nid d'hirondelle, németül: Schwalbennestorgel) egy sípos orgonafajta, amely nevét fecskefészekhez való hasonlóságáról kapta.
A fecskefészek orgonatokját nem a karzaton vagy a padlón helyezik el, hanem egy falra függesztett, kizárólag a fal által tartott emelvényen áll. Egyes templomokban a trifóriumba ékelték be őket. A reneszánsz kori fecskefészek-orgonák felfüggesztett emelvénye  (tribuna) gyakran csúcsban végződött. 
Egy ilyen típusú orgonában általában csak egy ember, az orgonista fér el benne, aki létrán vagy a fal mögé rejtett lépcsőn keresztül jut fel a játszóasztalhoz.

## Története
A fecskefészek orgonák különösen gyakoriak voltak középkori és reneszánsz templomokban, ahol az hívek felett lebegő hangszer a „mennyei zenét” jelentette. A hatás az orgona működése közben fokozódott, mivel a kinyitott orgonaszekrény ajtajai szárnyakat formáztak. Maga az elnevezés is szimbolikus: a középkorban a madárének az angyalok énekével vált egyenértékűvé. 
A párizsi Notre-Dame-székesegyház első nagyobb orgonája egy fecskefészek volt, amelyet az 1300-as évek elején építettek és a hajó fölé függesztve helyezték el. Az ezt 1401-ben felváltó új, nagyobb orgona már egy kifejezetten erre a célra épített karzaton kapott helyet, a székesegyház nyugati kapuja fölött.
Johann Sebastian Bach egy a lipcsei Tamás-templom keleti falán található fecskefészek orgonát használt a Máté-passió (BWV 244) és a Magnificat (BWV 243a) ősbemutatóján, de azt javíthatatlan állapota miatt 1740-ben lebontották. 
Az orgonák növekvő mérete és bonyolultsága miatt a fecskefészek-típus egyre ritkábbá vált, és a 18. század közepére a karzatra épített karorgona lett az uralkodó. Az orgonareform-mozgalom hatására azonban a 20. században számos új fecskefészek-orgonát építettek, a régebbieket pedig restaurálták vagy rekonstruálták. Az egyik legismertebb modern példa a durhami (Észak-Karolina) Duke Egyetem kápolnájában található, amit 1997-ben adtak át. 

## Érdekesség
- A legrégebbi ma is működő fecskefészek orgona 1435-ben épült, és a svájci Valère bazilikában látható. [2] Egyben ez a világ legöregebb működő orgonája is (lásd fent).[7]
- Richard Kassel zenetörténész szerint a francia orgonaépítő, Aristide Cavaillé-Coll 1869-ben egy óriási fecskefészek orgonát javasolt a római Szent Péter-bazilikába, és élete hátralévő részében sikertelenül próbálta megszerezni a Vatikán jóváhagyását tervéhez.

## A művészetben
A festményeken ábrázolt fecskefészek orgonák közé tartozik több mű is. 
Az 1446 körül készült Sacra Conversazione-t Konrad Witz műhelyének tulajdonítják és a templomot a bázeli dómként azonosították.
Saenredam 1636-os festménye a haarlemi Grote Kerk fecskefészek orgonáját ábrázolja, a feltámadás jeleneteivel díszített nyitott orgonaszekrény ajtajókkal. Ezenkívül egy ritka, különálló Bourdon ajakregiszert is látszik, ami az orgona mellett lóg. 
Emanuel de Witte több, az 1600-as évek végéről származó, idealizált templombelsőt ábrázoló festményét is ide értjük.De Witte számos képéhez hasonlóan a Protestáns gótikus templom belseje (1685 körül) című alkotása is ötvözi az amszterdami Nieuwe Kerk és Oude Kerk templomok építészeti elemeit. Ezen a festményen szintén egy nyitott ajtajú fecskefészek orgona látható két nagy oszlop mögött, alattuk pedig a gyülekezet. 

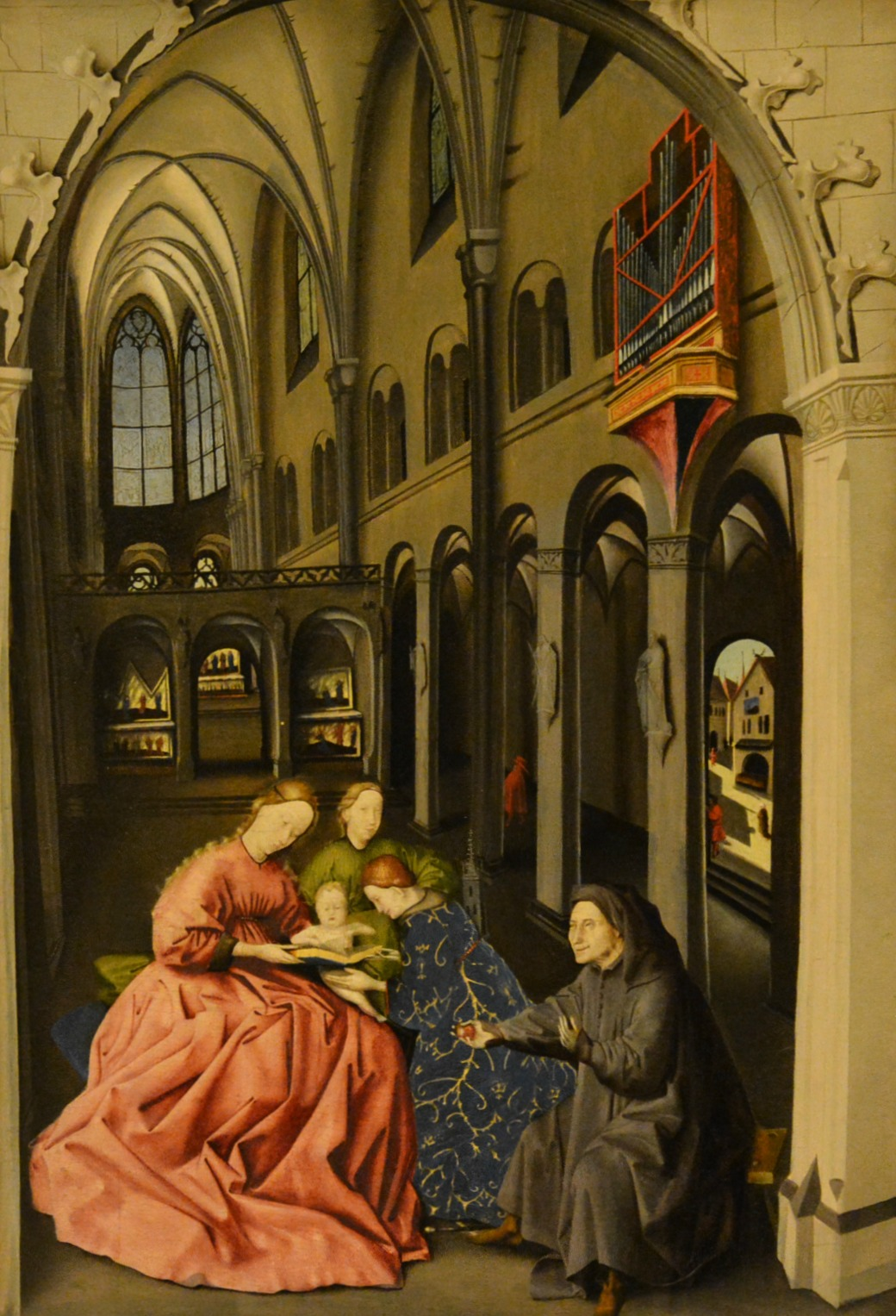
Sacra Conversazione (Konrad Witz műhelye, 1446 körül)
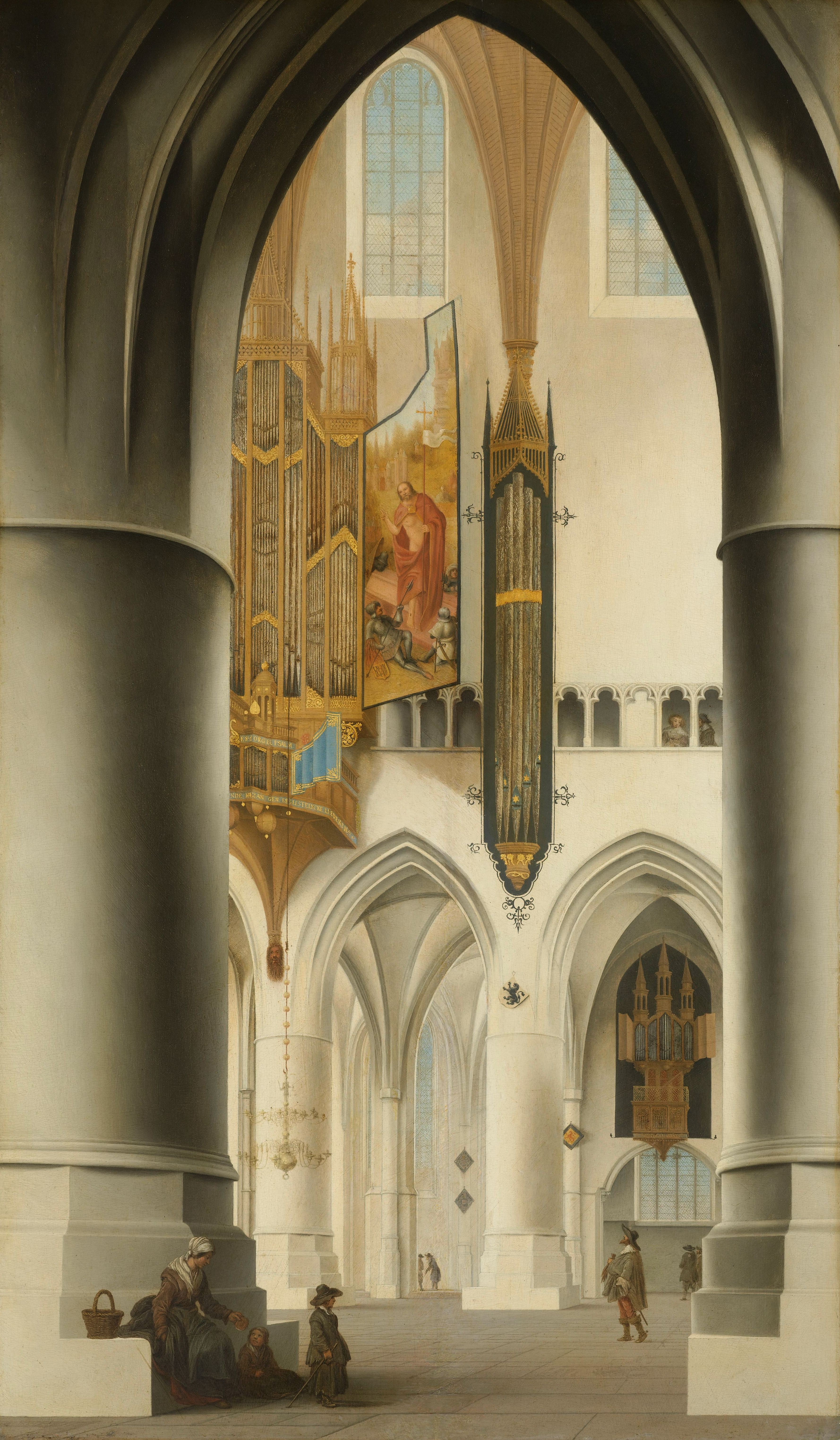
A haarlemi Szent Bávó-székesegyház belseje (Pieter Jansz. Saenredam, 1636)
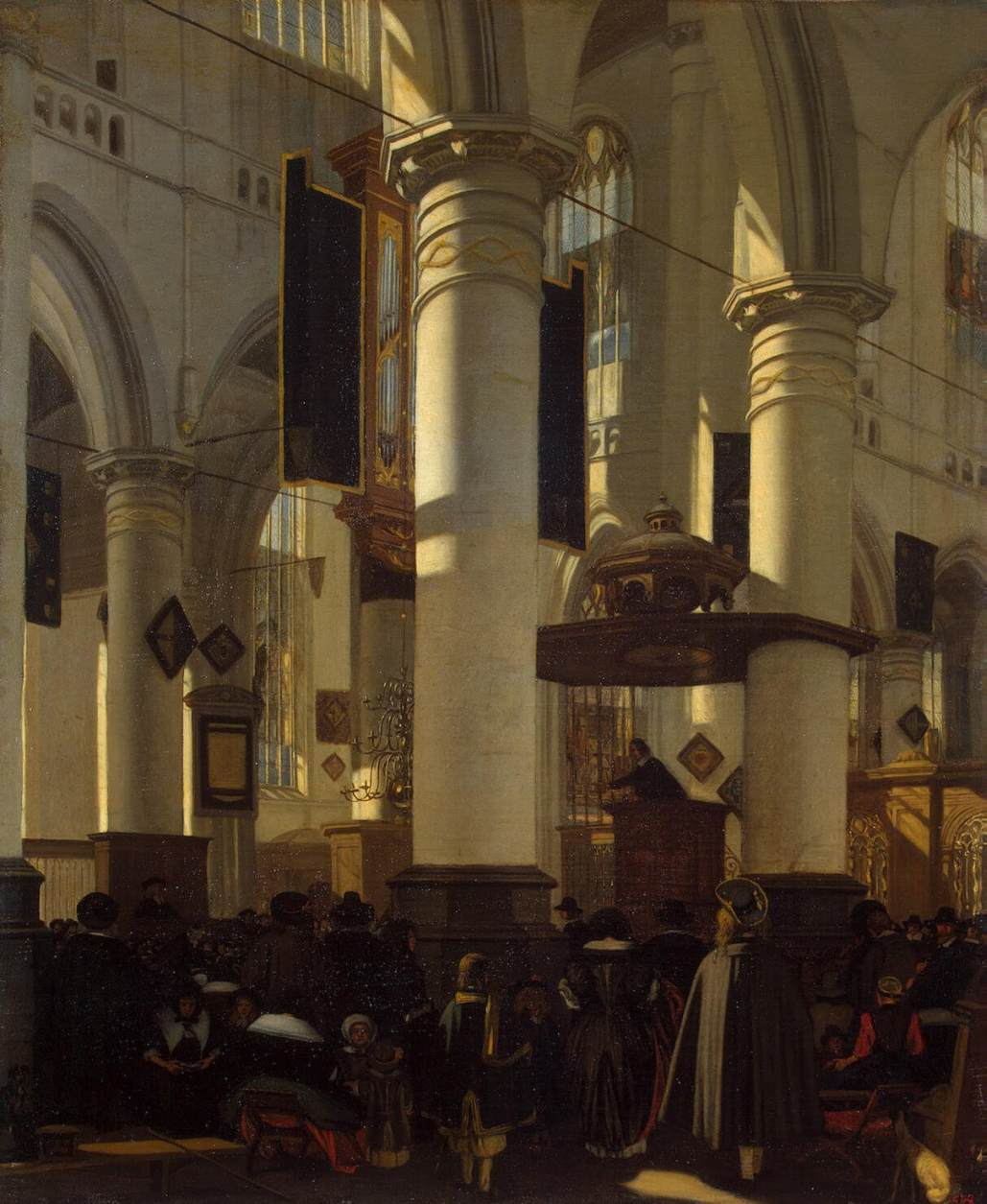
Protestáns gótikus templom (Emanuel de Witte, 1685 körül)

## Galéria

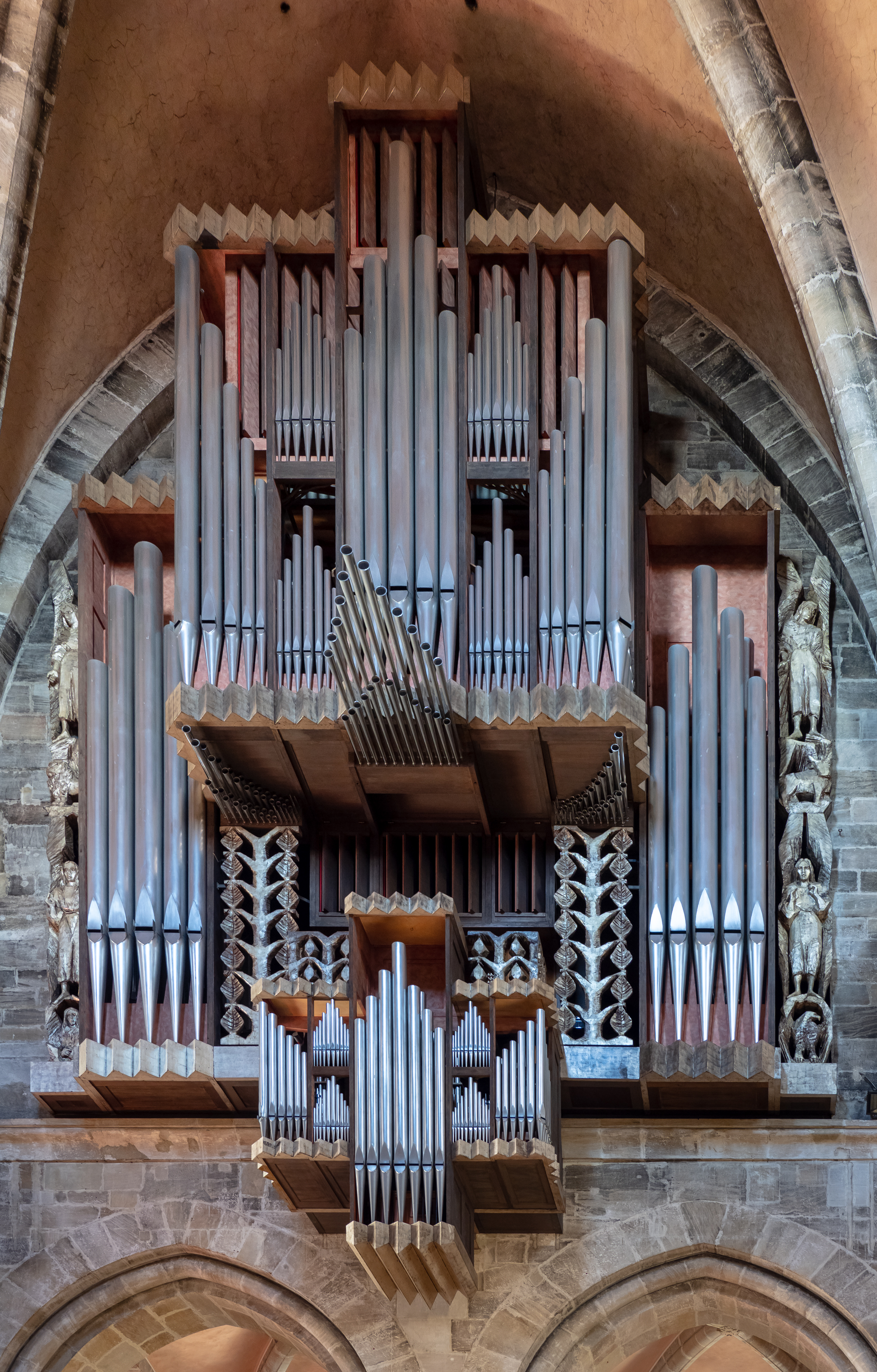
Bambergi dóm (Bamberg, Németország)
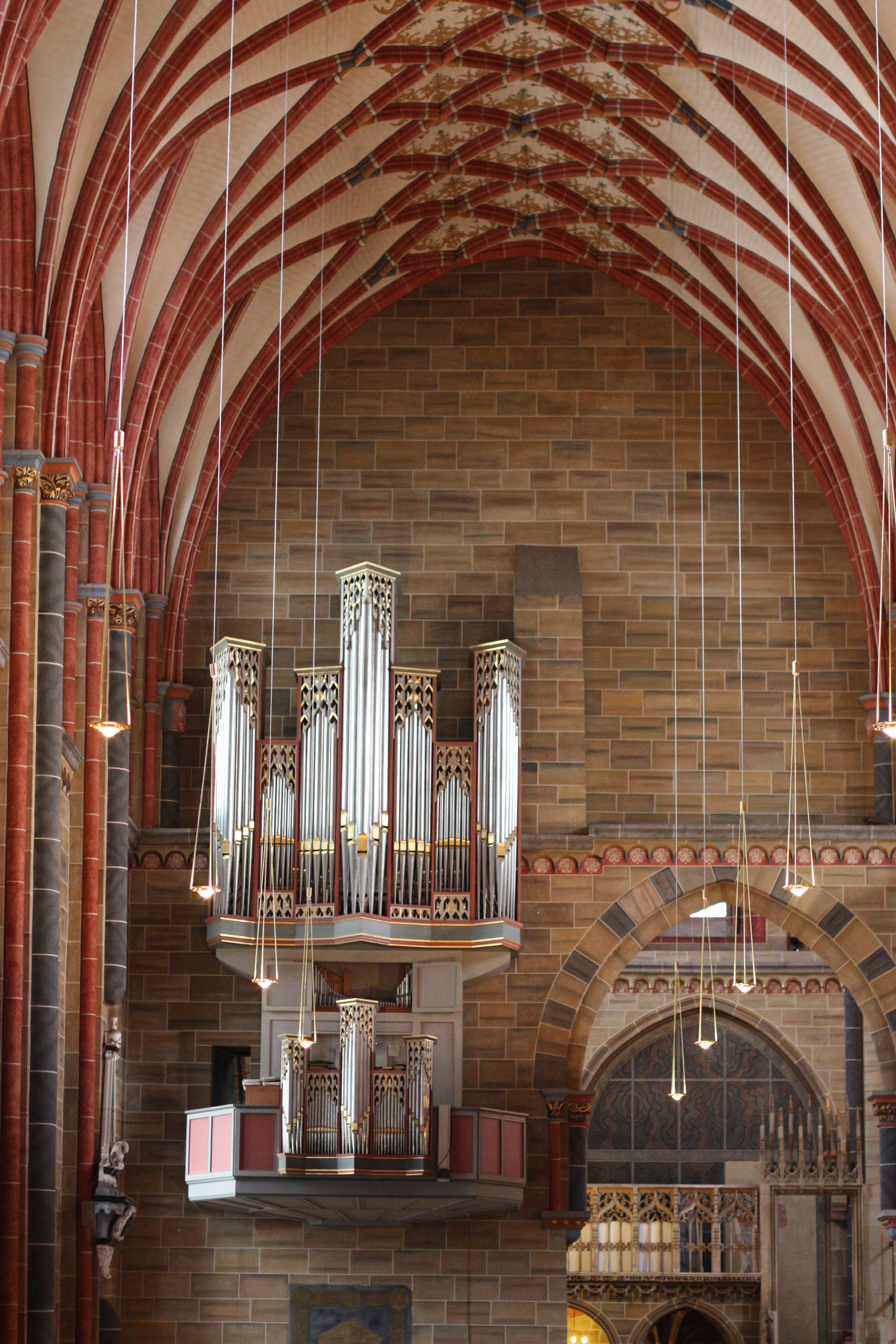
Brémai dóm (Bréma, Németország)
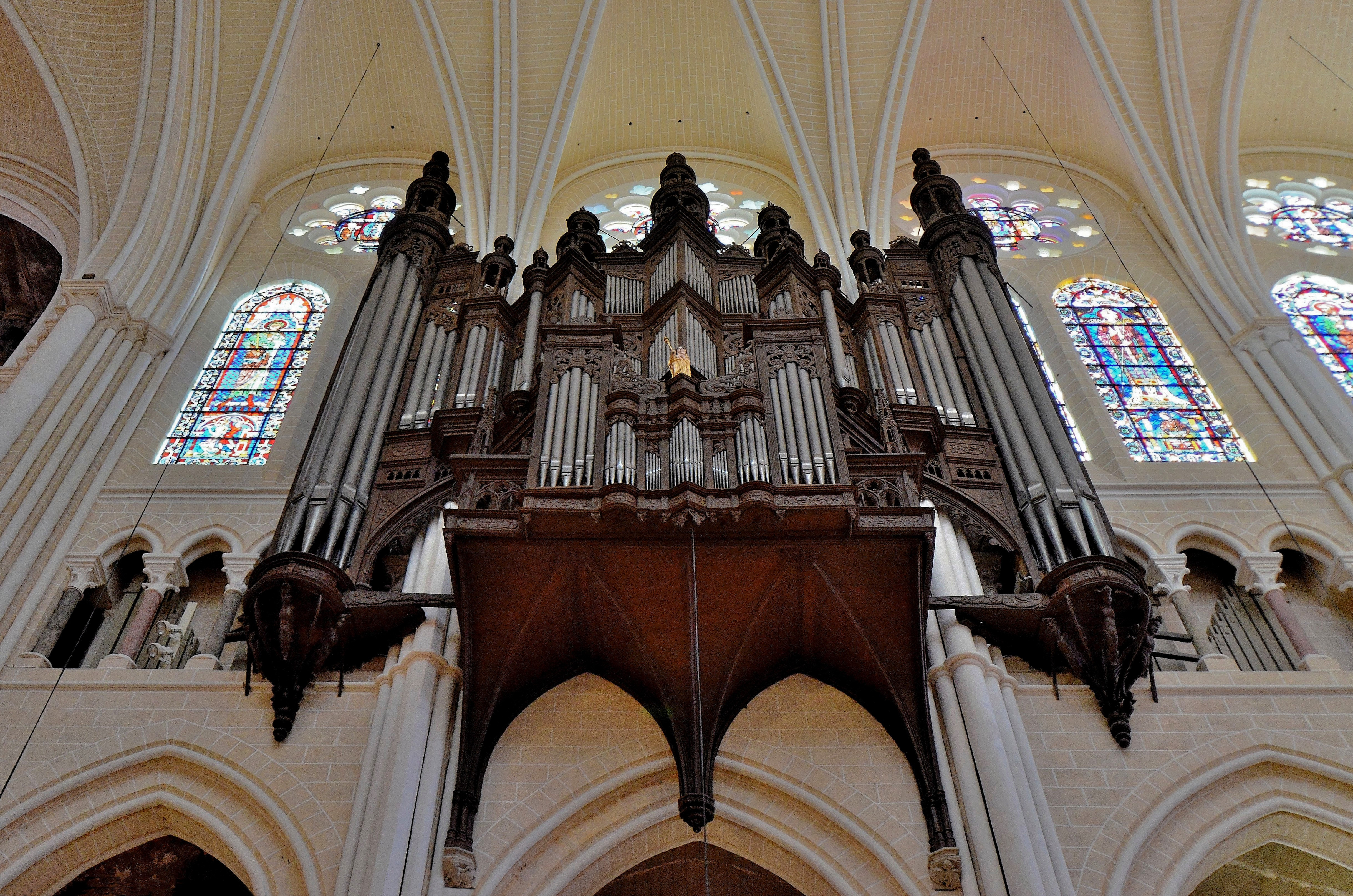
Notre-Dame-székesegyház (Chartres, Franciaország)
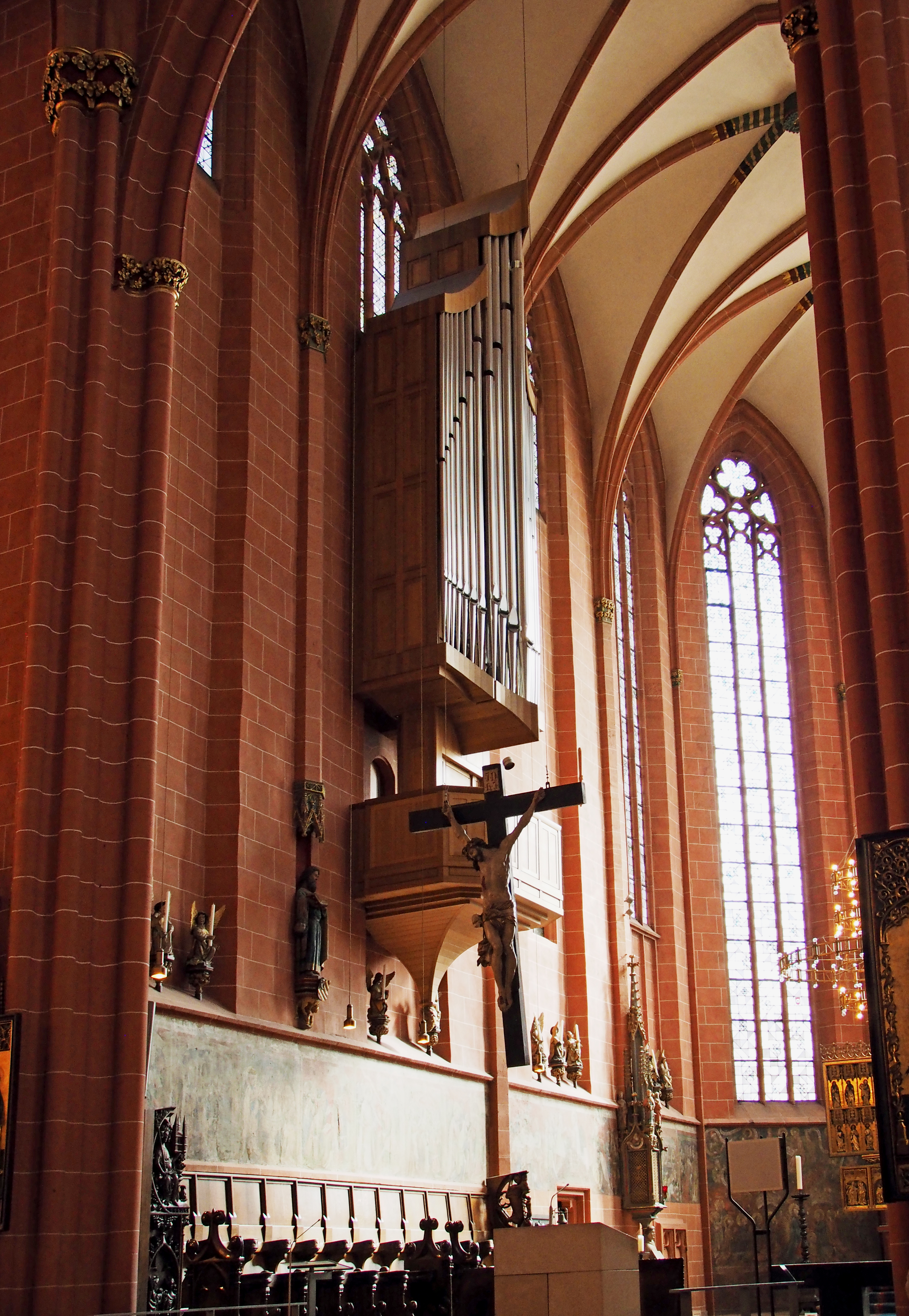
Szent Bertalan-dóm (Frankfurt am Main, Németország)
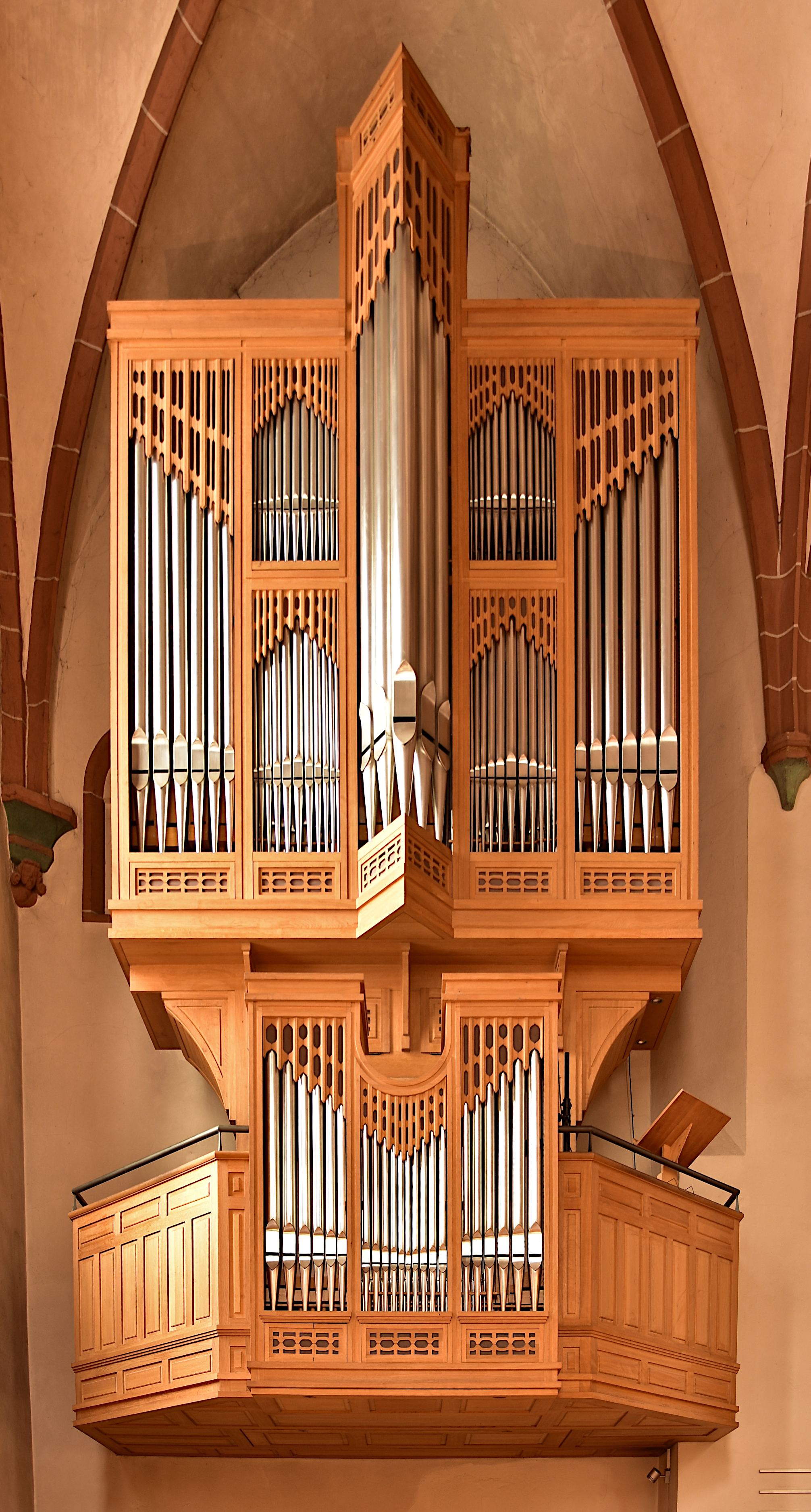
Alte Nikolaikirche (Frankfurt am Main, Németország)
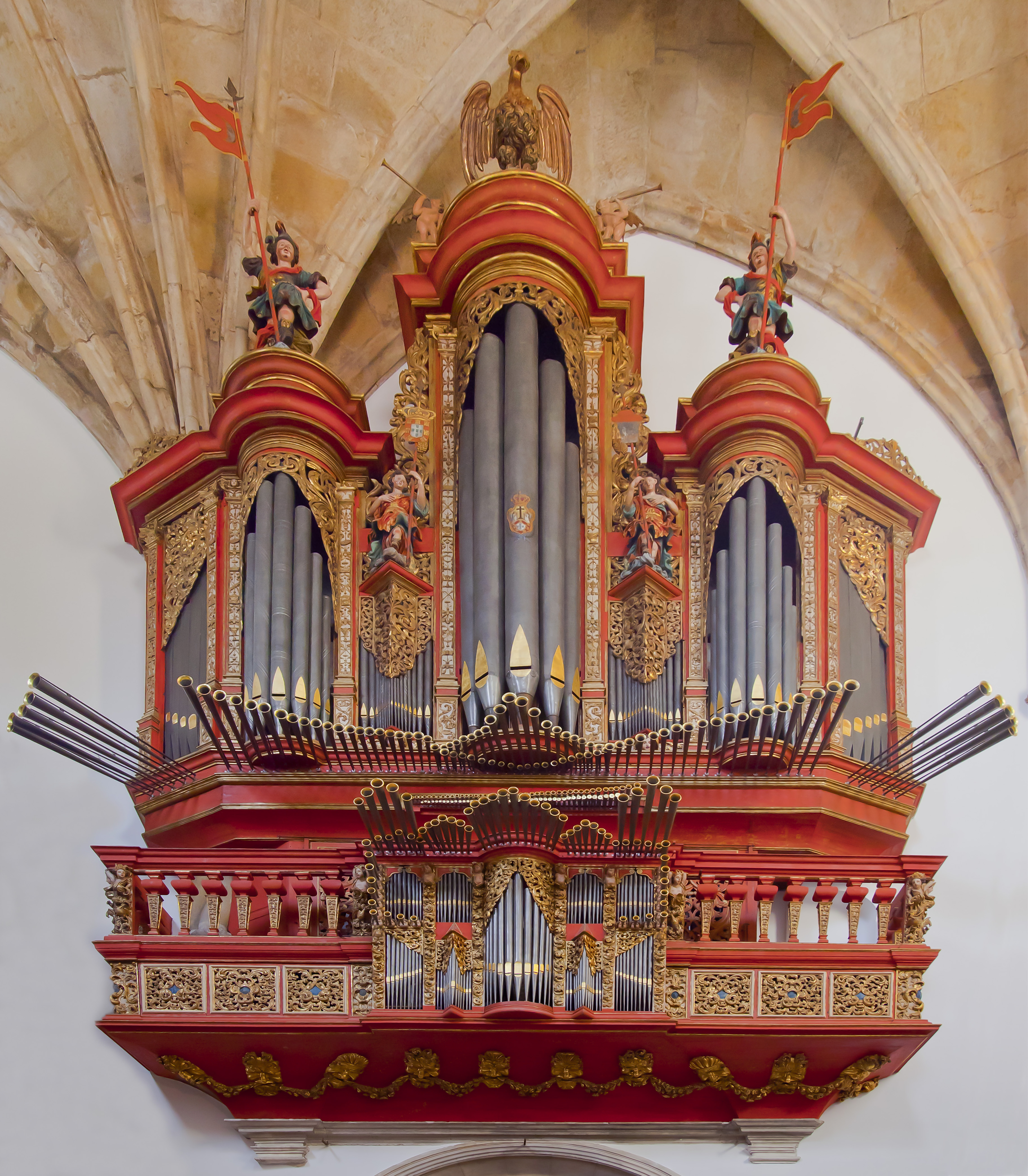
Santa Cruz molostor (Coimbra, Portugália)
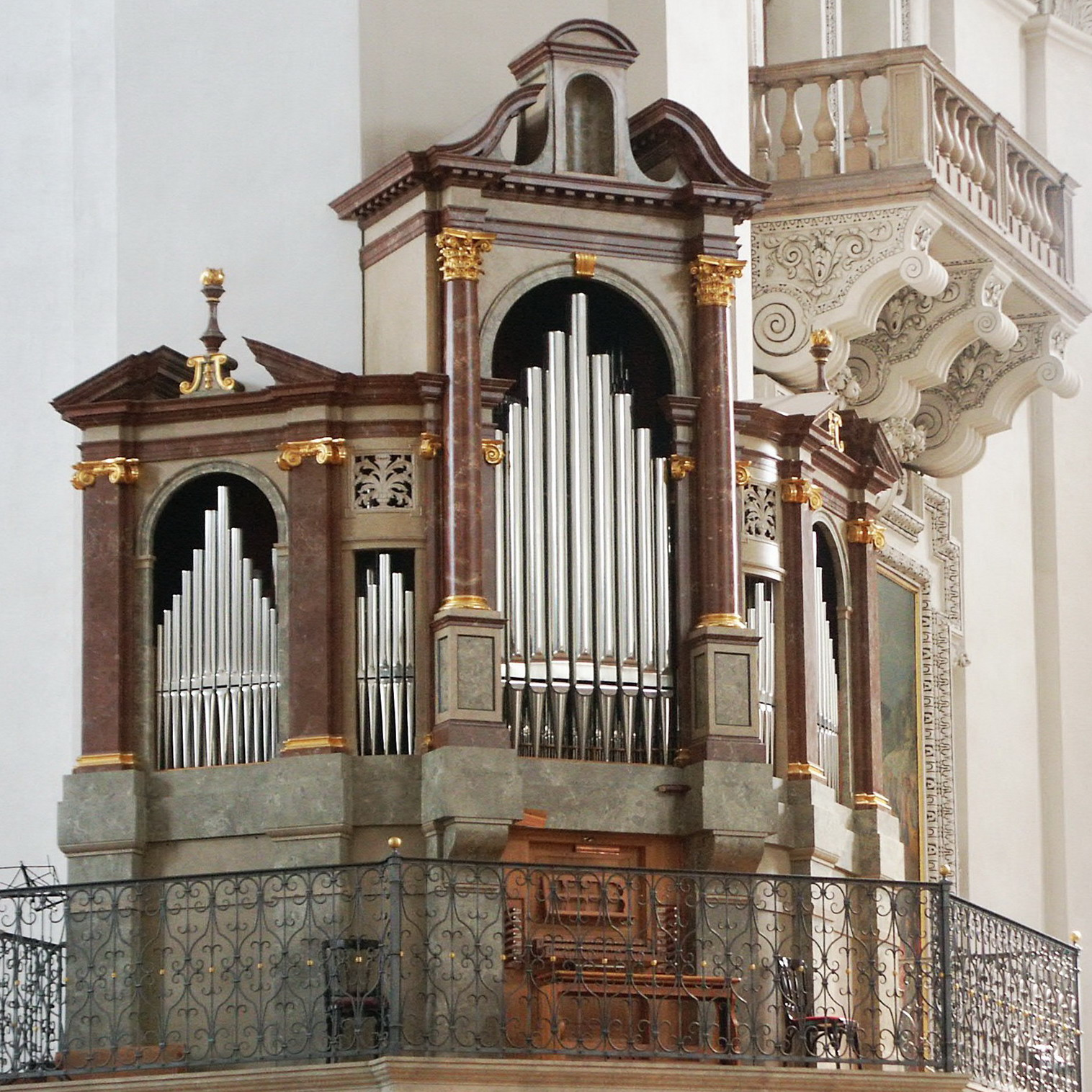
Salzburgi dóm (Salzburg, Ausztria)
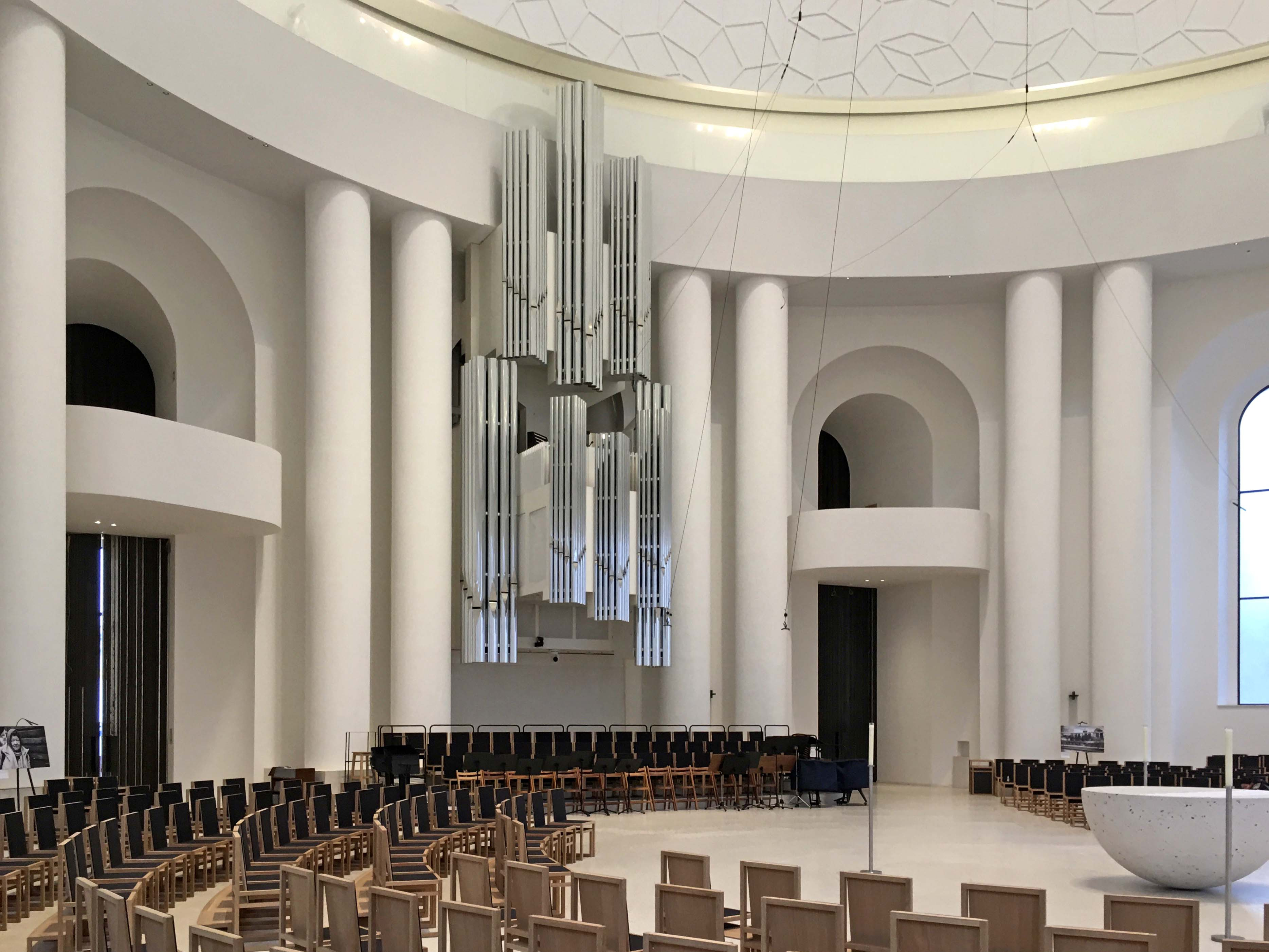
Szent Hedvig-katedrális (Berlin, Németország)
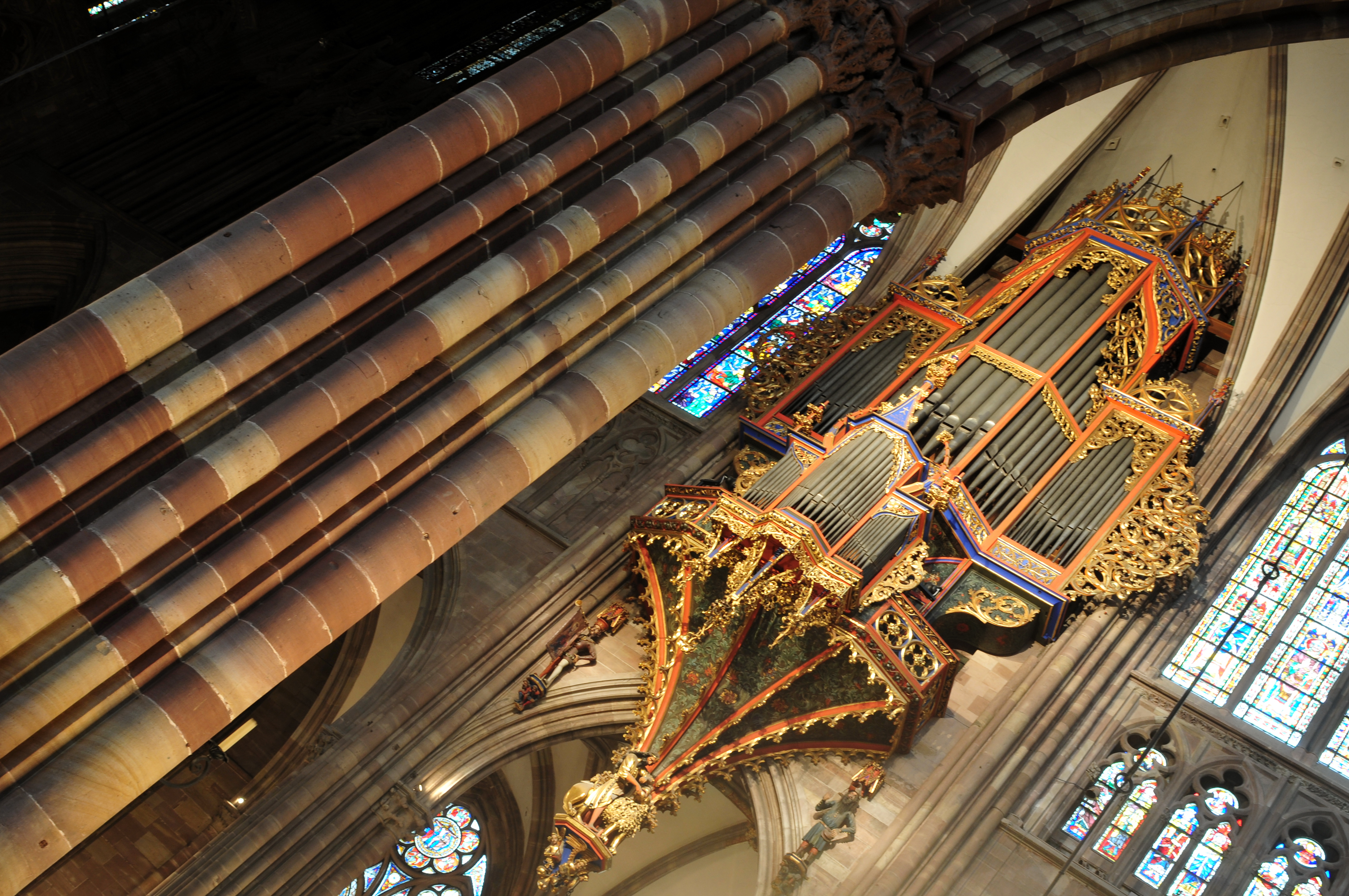
Strasbourg-i katedrális (Strasbourg, Franciaország)
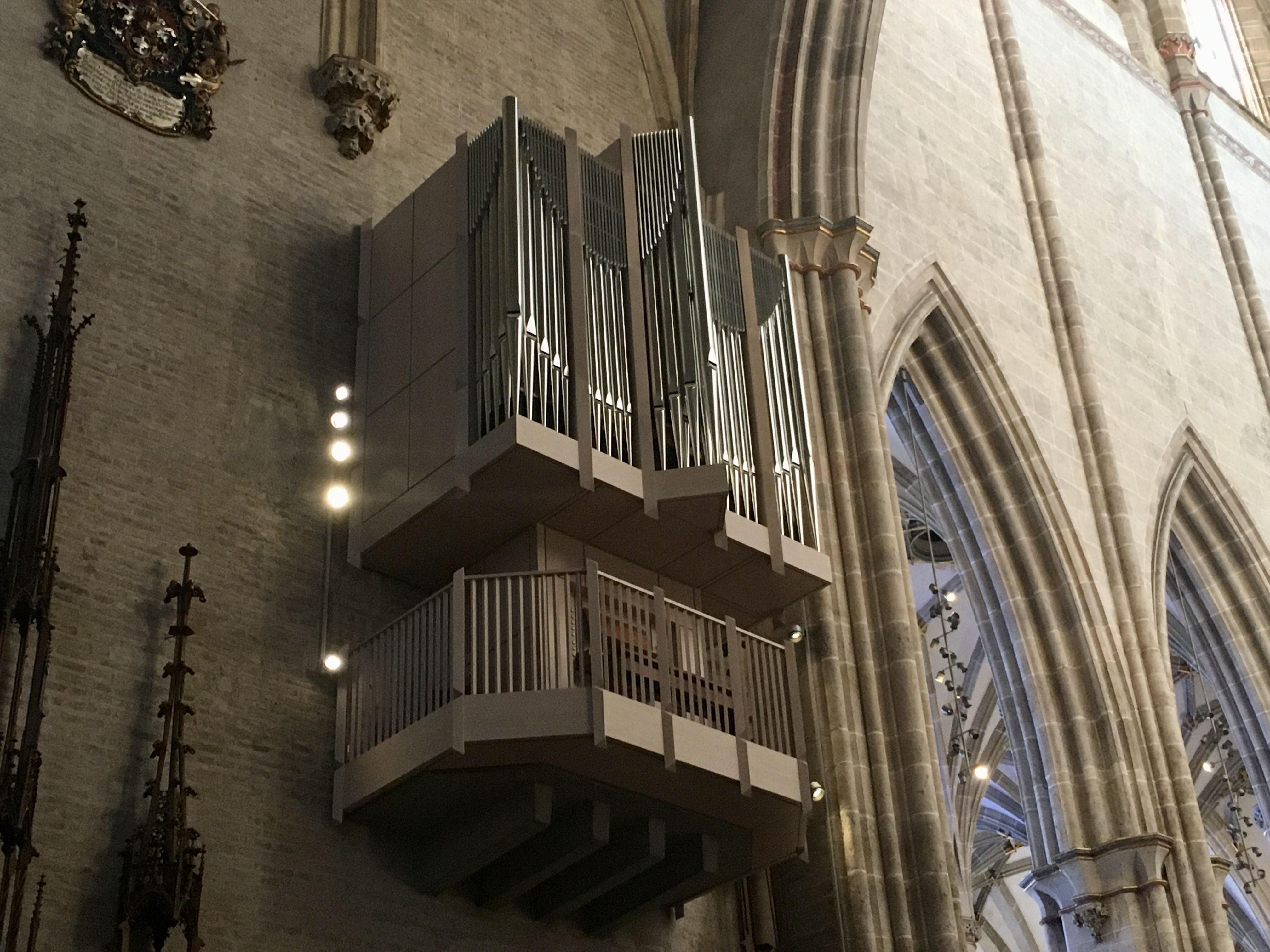
Ulmi székesegyház (Ulm, Németország)

## Fordítás
Ez a szócikk részben vagy egészben  a   Swallow's nest organ című angol Wikipédia-szócikk ezen változatának fordításán alapul.  Az eredeti cikk szerkesztőit annak laptörténete sorolja fel. Ez a jelzés csupán a megfogalmazás eredetét és a szerzői jogokat jelzi, nem szolgál a cikkben szereplő információk forrásmegjelöléseként.